# PDGFD
PDGFD (англ. Platelet derived growth factor D) – білок, який кодується однойменним геном, розташованим у людей на короткому плечі 11-ї хромосоми. Довжина поліпептидного ланцюга білка становить 370 амінокислот, а молекулярна маса — 42 848.
| 10         |  | 20         |  | 30         |  | 40         |  | 50         |
| ---------- |  | ---------- |  | ---------- |  | ---------- |  | ---------- |
| MHRLIFVYTL |  | ICANFCSCRD |  | TSATPQSASI |  | KALRNANLRR |  | DESNHLTDLY |
| RRDETIQVKG |  | NGYVQSPRFP |  | NSYPRNLLLT |  | WRLHSQENTR |  | IQLVFDNQFG |
| LEEAENDICR |  | YDFVEVEDIS |  | ETSTIIRGRW |  | CGHKEVPPRI |  | KSRTNQIKIT |
| FKSDDYFVAK |  | PGFKIYYSLL |  | EDFQPAAASE |  | TNWESVTSSI |  | SGVSYNSPSV |
| TDPTLIADAL |  | DKKIAEFDTV |  | EDLLKYFNPE |  | SWQEDLENMY |  | LDTPRYRGRS |
| YHDRKSKVDL |  | DRLNDDAKRY |  | SCTPRNYSVN |  | IREELKLANV |  | VFFPRCLLVQ |
| RCGGNCGCGT |  | VNWRSCTCNS |  | GKTVKKYHEV |  | LQFEPGHIKR |  | RGRAKTMALV |
| DIQLDHHERC |  | DCICSSRPPR |  |            |  |            |  |            |

A: Аланін

C: Цистеїн

D: Аспарагінова кислота

E: Глутамінова кислота

F: Фенілаланін

G: Гліцин

H: Гістидин

I: Ізолейцин

K: Лізин

L: Лейцин

M: Метіонін

N: Аспарагін

P: Пролін

Q: Глутамін

R: Аргінін

S: Серин

T: Треонін

V: Валін

W: Триптофан

Кодований геном білок за функціями належить до факторів росту, мітогенів, білків розвитку. 
Задіяний у такому біологічному процесі, як альтернативний сплайсинг. 
Секретований назовні.